# Olivia Cooke
Olivia Kate Cooke (Oldham, Inglaterra, 27 de diciembre de 1993) es una actriz británica. Destacan sus papeles en televisión como la serie de televisión de thriller dramático de A&E Bates Motel (2013 a 2017), en el papel de Emma Decody. O las dos miniseries de la BBC, Blackout (2012) y The Secret of Crickley Hall (2012). Desde 2022, interpreta al personaje de Alicent Hightower en la serie de HBO La casa del dragón (2022-actualidad).
En cine, en 2014, Cooke protagonizó tres películas de suspense sobrenaturales: The Quiet Ones, The Signal y Ouija. En 2015, interpretó a Rachel Kushner en el drama de comedia Me and Earl and the Dying Girl. En 2018, interpretó a Art3mis/Samantha en la película Ready Player One de Steven Spielberg.

## Primeros años
Cooke nació y se crio en Oldham, en el área de Gran Mánchester, Inglaterra. Su padre, John Cooke, es un oficial de policía retirado, y su madre, Lindsy (de soltera Wild), es una representante de ventas; además, tiene una hermana menor, Eleanor. Cuando Cooke era una niña, sus padres se divorciaron, y ella y su hermana menor fueron a vivir con su madre. Cooke asistió a la Royton and Crompton Secondary School y luego estudió drama en el Oldham Sixth Form College, abandonándolo antes del final de su A-levels para participar en la serie Blackout.
A una edad temprana, Cooke practicaba ballet y gimnasia. Comenzó a actuar cuando tenía ocho años en un programa de teatro después de la escuela en su ciudad natal, llamado el Oldham Theatre Workshop. Durante años, Cooke actuó solo como parte del conjunto, hasta que tuvo diecisiete años, cuando protagonizó como Maria en la producción de Oldham Sixth Form College de la obra teatral West Side Story. Poco después, Cooke consiguió su primer y último papel principal para el Oldham Theatre en Prom: The Musical, una nueva versión de La Cenicienta.
Cuando tenía catorce años, Cooke consiguió su primer agente de talento local en Mánchester, quien la colocó en varios comerciales. En 2012, apareció en el vídeo Autumn Term de la gira de One Direction, como una estudiante que consigue dar un paseo a cuestas de Harry Styles. Aunque el agente de Cooke la desalentó de inscribirse en la escuela de teatro porque ya estaba recibiendo trabajo como actriz, Cooke estaba interesada en entrar en la Royal Academy of Dramatic Art (RADA), donde llegó a la última ronda de audiciones, pero finalmente no fue aceptada.

## Carrera

### 2012-2013: inicios
Después de que Cooke actuara en el Oldham Theatre, Beverley Keogh, una directora de audición, luchó para conseguirle papeles en televisión. Cooke apareció en dos miniseries de la BBC en 2012: Blackout, como la hija del personaje de Christopher Eccleston, y The Secret of Crickley Hall, como una joven maestra en un orfanato tiránico en los años cuarenta. Cooke afirmó que se sentía mejor en adaptaciones para la televisión que en el teatro, ya que estaba avergonzada por los gestos exagerados a veces necesarios en las obras. A pesar de tener poca experiencia, Cooke se distinguió entre actrices europeas en el agotador proceso de audición de The Quiet Ones, que se estrenó en abril de 2014, dos años después de su filmación.
En 2012, luego de The Quiet Ones, Cooke adquirió un agente en Los Ángeles, California. Después de leer las descripciones de los personajes de la serie precuela psicodélica de la película Psycho, titulada Bates Motel, envió una cinta de audición para el papel de Emma Decody. Tres semanas más tarde, Cooke ganó la parte de Emma, su primer papel estadounidense. Originalmente se decepcionó cuando los productores hicieron a Emma originaria de Mánchester, creyendo que era una medida a prueba de fallos con respecto a su acento. Sin embargo, ayudada por su compañero, el actor inglés Freddie Highmore, quien tenía experiencia previa con el acento estadounidense, Cooke desde entonces se ha acostumbrado al acento. Bates Motel se emitió por primera vez el 18 de marzo de 2013, y, como complemento de la serie, Cooke ha contribuido con videos cortos para el ficticio blog del personaje de Emma.

### 2014-presente: expansión y estrellato
El segundo largometraje de Cooke fue The Signal, con Brenton Thwaites y Laurence Fishburne, el cual se estrenó en el Festival de Cine de Sundance en enero de 2014. The Signal llegó a los cines estadounidenses el 13 de junio de 2014, con Focus Features ampliando el lanzamiento el 20 de junio y de nuevo el 27 de junio de 2014. En la película, Cooke encarnó a Haley Peterson, una estudiante estadounidense del MIT quien se traslada al Caltech y que se encuentra con extraños sucesos mientras ella, su novio y su mejor amigo son atraídos al desierto por un hacker.
El 24 de octubre de 2014, Cooke lideró el elenco de Ouija, de Universal. Se trata de una película de acción y terror basada en el juego de mesa de Hasbro. El papel de la protagonista, Laine Morris, fue un rol importante para Cooke, quien apareció en casi cada escena. La historia se centró alrededor de un grupo de amigos que utilizan un tablero de Ouija para contactar a una amiga fallecida, pero terminan despertando una presencia oscura. A pesar de que la crítica no fue tan favorable, Ouija fue un éxito de taquilla, recaudando aproximadamente 102.5 millones de dólares en todo el mundo.
El 16 de junio de 2014, Cooke comenzó a rodar la película de comedia y drama Me and Earl and the Dying Girl. Para la película de Jesse Andrews, que adaptó la novela original para la película, Cooke se afeitó su pelo para interpretar el papel principal como una joven que lucha contra la leucemia.
Cooke fue luego elegida como Samantha/Art3mis en el thriller de ciencia ficción Ready Player One, de Steven Spielberg, película estrenada el 29 de marzo de 2018. También fue protagonista junto a Oscar Isaac, Olivia Wilde y Samuel L. Jackson en la película de drama de Dan Fogelman Life Itself, estrenada el 21 de septiembre de 2018.
Cooke protagonizó la película dramática Sound of Metal, junto a Riz Ahmed. La película se estrenó en el Festival Internacional de Cine de Toronto de 2019, el 6 de septiembre de 2019. También en 2019, apareció como Karla, una mujer embarazada sin hogar que da a su bebé en adopción, en la serie de antología de comedia romántica de Amazon Prime Video, Modern Love. En 2020 protagoniza la película Pixie, siendo ella la protagonista.
Desde 2022, Cooke ha desempeñado el papel de Alicent Hightower, la Reina Verde, en La casa del dragón, serie derivada de Game of Thrones de HBO.

## Trabajo de caridad
En 2014, Cooke apoyó la campaña de Save the Children al aparecer en los anuncios de Bulgari.

## Vida personal
Cooke reside en Londres.Es amiga íntima con su coestrella de Me and Earl and the Dying Girl Thomas Mann. También es muy buena amiga de Nicola Peltz y Freddie Highmore y considera al elenco y el equipo de Bates Motel como una familia lejos de casa. Tuvo una corta relación con el actor Alex Roe en 2014. Estuvo en pareja de 2015 a 2019 con el actor Christopher Abott. Tuvo una relación con el actor Ben Hardy, su coprotagonista en la película Pixie, de fines de 2019 a mediados de 2020. Tuvo una relación con el actor Jacob Ifan desde 2020 hasta 2023. Actualmente está saliendo con el actor británico Ralph Davis desde 2024. Se conocieron en el rodaje de la segunda temporada de La casa del dragón. 

## Filmografía
| Año  | Título                                  | Rol                     | Notas                        |
| ---- | --------------------------------------- | ----------------------- | ---------------------------- |
| 2014 | Ruby's Skin                             | Ruby                    | Cortometraje                 |
| 2014 | The Quiet Ones                          | Jane Harper             |                              |
| 2014 | The Signal                              | Haley Peterson          |                              |
| 2014 | Ouija                                   | Laine Morris            |                              |
| 2015 | Me and Earl and the Dying Girl          | Rachel Kushner          |                              |
| 2016 | Los misteriosos asesinatos de Limehouse | Elizabeth «Lizzie» Cree |                              |
| 2016 | Katie Says Goodbye                      | Katie                   |                              |
| 2017 | Thoroughbred                            | Amanda                  |                              |
| 2018 | Ready Player One                        | Samantha Cook / Art3mis |                              |
| 2018 | Life Itself                             | Dylan Dempsey           |                              |
| 2019 | Sound of Metal                          | Lou                     |                              |
| 2021 | Little Fish                             | Emma                    | También productora ejecutiva |
| 2021 | Naked Singularity                       | Lea                     |                              |
| 2022 | Fireheart                               | Georgia Nolan           | Papel de voz                 |
| 2023 | The Good Mother                         | Paige                   |                              |

| Año           | Título                      | Rol                          | Notas                                    |
| ------------- | --------------------------- | ---------------------------- | ---------------------------------------- |
| 2012          | Blackout                    | Meg Demoys                   | 3 episodios                              |
| 2012          | The Secret of Crickley Hall | Nancy Linnet                 | 3 episodios                              |
| 2013-2017     | Bates Motel                 | Emma Decody                  | Elenco principal; 44 episodios           |
| 2015          | Axe Cop                     | Monstruo del lago Ness (voz) | Episodio: «Night Mission: The Extincter» |
| 2018          | Vanity Fair                 | Becky Sharp                  | Elenco principal; 7 episodios            |
| 2019          | Modern Love                 | Karla                        | Episodio: «Hers Was a World of One»      |
| 2022          | Slow Horses                 | Sidonie «Sid» Baker          | Elenco principal; 3 episodios            |
| 2022-presente | La casa del dragón          | Alicent Hightower            | Elenco principal, 13 episodios           |

| Año  | Título      | Rol        | Artista       | Notas                          |
| ---- | ----------- | ---------- | ------------- | ------------------------------ |
| 2012 | Autumn Term | Estudiante | One Direction | De Up All Night: The Live Tour |

## Premios y nominaciones
| Año  | Asociación                        | Premio                        | Trabajo nominado               | Resultado  | Ref.   |
| ---- | --------------------------------- | ----------------------------- | ------------------------------ | ---------- | ------ |
| 2014 | Eerie Horror Film Festival Awards | Best Actress                  | Ruby's Skin                    | Ganadora   | [ 41 ] |
| 2014 | Screen International              | UK Stars of Tomorrow          | Ella misma                     | Ganadora   | [ 42 ] |
| 2015 | Fangoria Chainsaw Awards          | Best Supporting Actress       | The Quiet Ones                 | 3.er lugar | [ 43 ] |
| 2015 | San Diego Film Critics Society    | Best Supporting Actress       | Me and Earl and the Dying Girl | Nominada   | [ 44 ] |
| 2015 | Women's Image Network Awards      | Best Actress – Feature Film   | Me and Earl and the Dying Girl | Nominada   | [ 45 ] |
| 2016 | Empire Awards                     | Best Female Newcomer          | Me and Earl and the Dying Girl | Nominada   | [ 46 ] |
| 2017 | Manchester Film Festival          | Festival Prize – Best Actress | Katie Says Goodbye             | Ganadora   | [ 47 ] |
| 2017 | Newport Beach Film Festival       | Jury Award – Best Actress     | Katie Says Goodbye             | Ganadora   | [ 48 ] |